# Кајло Рен
Кајло Рен (Kylo Ren) је измишљени лик у франшизи Звездани ратови. Уведен је 2015. године у филму Звездани ратови: Буђење Силе. Њега глуми Адам Драјвер. Кајло Рен као псеудоним од Бена, сина оригиналних карактера Хана Сола и Леје Органе. Иако обучен од свог стрица Лука Скајвокера, као џедај, њега је завела тамна страна Силе. Он тежи да буде моћан као његов деда, Дарт Вејдер. Кајло Рен је мајстор витезова Рен, и командант првог реда, организације која се појавила из срушене Галактичке Империје. Он је представљен у Буђењу Силе, а појављује се и у наставцима, Звездани ратови: Последњи џедаји и Звездани ратови: Успон Скајвокера.

## Концепт и креација
Након што је Лукасфилм продат компанији Волт Дизни 2012. године, сценарио за Буђење Силе је написао Лоренс Касдан, Џ. Џ. Абрамс и Михаел Арендт, без директног учешћа од креатора Звезданих ратова Џорџа Лукаса. Према речима редитеља Абрамса, први ред је инспирисан ODESSA-ом, што је теоријска мрежа СС официра који су побегли у Аргентину после Другог светског рата.
Драјверова улога у филму је неименована док први пут није објављена 29. априла, 2014. Тада је Кајло Рен први пут виђен, али још увек није именован, у 88 секунди трејлера Буђење Силе објављен је од стране Лукасфилма 28. новембра 2014. године. Показан је како држи црвену светлосну сабљу . Име Кајло Рен је открио Ентертејмент Викли у Лукасфилм-дизајниран у ТОПС стилу у децембру 2014. године. Маја 2015 Ванити Фаир фотографије од стране Ени Лебовиц потврдиле суда ће Драјвер играти лик Кајло Рена.
У интервјуу са Тајмом, костимограф Мајкл Каплан рекао је да је Абрамс затражио да Рен маска буде пројектована тако да буде незаборавна за дете. Након бројних покушаја да стекну Абрамсово 'одобрење, коначни пројекат је изабран. Каплан је рекао:
Абрамс је рекао Ентертејмент Виклију у августу 2015., "Филм објашњава порекло маске и одакле је, али дизајн је требало да подсећа на Вејдер маску."
Према другим глумцима, Драјвер је метод глумац, што је значило да је понекад остао у карактеру на снимању као Рен и оставио своју маску између сцена. Драјвер је објаснио да је његов циљ био "да заборавите да сте у Звезданим ратовима и третирати га као било који други посао који је испуњен тренуцима и проблемима", јер из перспективе ликова који живе у универзуму филма, "Дарт Вејдер је стваран".
Ренов лик дели сличности са оном у Проширеном универзуму Звезданих ратова карактера Јацен Соло, син Хана Сола и принцезе Леје који прети галаксији као пали Џедај. Осим тога, критичари су приметили сличност између дизајна карактера Рен и Рејван, протогонисте из Витезова Старе Републике.

## Карактер
Абрамс, је рекао Империји у августу 2015, да "Кајло Рен није Сит. Он ради под врховним вођом Снуоком, који је снажна фигура на тамној страни силе." Абрамс је раније рекао Ентертејмент Виклију да карактер "је дошао до имена Кајло Рен када се придружио групи под називом Витезови Рен." Роби Колин из Телеграфа описао је Рена као "усијану главу, радикализираног Тамне стране џихада, чији је црвена светлосна сабља насилна као и његов темперамент". Абрамс је указао да "Светлосна сабља је нешто што је он направио, и опасна је и жестока је као и његов лик." Телеграф такође објашњава да је Рен дивљи и нестабилан што га чини опасним. Мелиса Леон из Дајли Биста описује употребу Ренове силе као "силну", позивајући се на његову способност да заустави бластер пуцањ у ваздуху, имобилизирати жртве и њихове умове против њихове воље.
Касдан је рекао Ентертејмент Виклију у августу 2015, "написао сам четири филма Звезданих ратова, и никада није било лик баш попут оног кога Адам игра. Мислим да ћемо видети нешто што је потпуно ново у саги" уз напомену да је лик "пун емоција". Абрамс је објаснио, "Мислим да је оно што чини Рен, тако јединственим јесте да он није потпуно формиран, као што је Дарт Вејдер ... Он није типичан негативац. Он је мало сложеније од тога. " рекао је Драјвер 2015. у децембру да, упркос визуелних сличности са Дарт Вејдером. Рен је "различит од било ког злочинца кога је франшиза видела". Он је објаснио.

## Појављивања

### Буђење Силе(2015)
На почетку филма, Кајло Рен предводи одред стормтрупера капетана Фасма у пустињу планете Џаку да преузме карту која садржи координате за локацију Лука Скајвокера, који је нестао пре много година. Када стигну Рен убија старог викара под називом Лор Сан-Тека и хвата побуњеничког пилота Поа Дамерона, који је такође послат да поврати мапу. Након мучења Поа са силом Рен сазнаје да је пилот био поверио карту свом астро дроиду, ББ-8. По затим побегне уз помоћ једног лажног јуришника који се зове Фин, који је касније нађе ББ-8 и Реј док се Ренове снаге приближавају. Фин, Реј и ББ-8 беже са Џаку у Миленијумском Соколу, а ускоро их престне од брод ранијег власника, Хана Сола, и његовов копилота Чубаке.
Касније је откривено да Рен је син Хана и Леје, и да је некада био један од Џедај ученика Лука. Он је пао на тамну страну Силе, међутим, очигледно оштећен од стране Врховног вође Првог Реда, Сноука. Он је затим помогао да се уништи Џедај академија Лука Скајвокера -Много као и његов деда, Дарт Вејдер, уништио је Одред Џедаја. Међутим, Рен и даље осећа силу светлосне стране, и тражи снаге да превазиђе ову слабост за дуго мртив Вејдером, чија је спаљена маска је у поседу Рена. Опадајући се на дворан Маз Канате са својим стормтруперима Рен хвата Реј, и осећа да је видела мапу. Док је испитивао са силом, он скида маску, а убрзо схвата да је она јака у сили. Реј се нађе у стању да осети Ренове емоције, и супротставља га на његов страх да никада неће бити моћан као Вејдер. Она је касније користи "Џедајски трик са мислима" да примора јуришника чувара јој допустити да побегне. Хан стиже на борбену станицу, Убица Звезда , као део плана Отпора да га уништи.
Након што Хан постави експлозиве да уништи базу, он се суочава са Реном, обраћајући му се по оригиналним именом, Бен. Хан преклиње свог сина да напусти тамну страну, али Рен одбија, пали своју сабљу и пробада Хана. Чубака онда упуца Рена, ранившига у ногу. Фин и Реј беже из оштећене базе, повређени Рен их прати и суочава их. Фин се бори са Реном са Луком светлосном сабљом, али је савладан и тешко повређен. Реј онда узима сабљу и бори се са Реном сама, на крају га савладава силом и оставља му ожиљак на лицу. Пре него што она може да га убије, они су раздвојени сеизмичком пукотином. Она и остали побегну док Сноук наређује генералу Хуку да евакуише базу и доведе Рена да заврши његов тренинг.

#### Повезана дела и трговина
Кајло Рен је карактер у новелизацији Буђења Силе Алана Дин Фостера 2015. године.
Такође, он је играни лик у додатку Буђење Силе за Дизни Инфинити 3.0 видео игру из исте године, уз Инфинити карактер; део Лего Стар Варс сетова за играње Кајло Рен командни шатл (2015) и Битка на Такодану (2016). Поред тога, Хасбро је објавио 33/4" (9,5 ) фигурицу Кајлa Ренa, и 6" (15 ) фигуру у серији Блек.
У јануару 2016. године, Драјвер је репризирао улогу за Звездани ратови / Тајни Шеф скеч у програму Субота увече уживо, где се Кајло Рен маскира као радарски техничар, да би установио шта запослени у бази Убица Звезда мисле о њему.

## Пријем
И карактер Кајло Рен и перформанс Драјвера је позитивно примљен. Многи су похвалили Ренову конфликтну природу и дубину, као и његов дизајн костима, и има много места да се карактер може преузети у будућим ратама. Петар Брадсхав из Гардиана похвалио је карактер и глумаца, говорећи: "Он је дивно окрутан, пакосан и хировит -. И за разлику од Вејдера, он је дао глупи напад беса" Тери Швартз, на ИГН се назива рад Драјвера "спектакуларно", уз напомену да "његов наступ додаје велику дубину лику који би могао да се скине као једнодимензионални, и импликације његовог лука оставити гледаоца са доста да размишља након што напусте позориште". Колин је написао: "Да би се описао Кајло Рен Вејдер би било тачно у смислу ... Али било би да испод цене дубоку генијалности са којима овај зачуђујуће лик је направљеног од Абрамс, Касдан и Арндт, а такође и бунара емоционајне буке који Драјвер улаже у њега. " Упоређујући карактер једне ноте Вејдера из 1977. филма Леон назива Рена "дневно бојно поље између таме и светлости, што га чини далеко више резонантним и познати приказ те борбе него што смо икада видели у Звезданим ратовима ... [који] га чини далеко више занимљијим зликовцем. " Абрамс рекао Ентертејмент Виклију ", то је била велика радост за рад са Адамом Драјвером на ову улогу, јер он се бацио у њу у дубокој и изванредан начин." Тод МекКартхи из Холивуд Репортера приметио је, "Рен даје наглашен комплекс инфериорности, памет лошег момка обрт који се могу предузети на занимљива места, како у писању и перформансама." Петер Траверс заРолин Стоун написао је, "покушај да се клонира Вејдер, један од највећих лоших момака у историји филма, је очигледан, али Драјвер, маскирани и раскринкаван, даје му хипнотичне контуре." Кајл Бучанан је одушевљен откривањем Драјвера под маском.